# 新柳巴爾
49°55′49″N 27°46′28″E / 49.93028°N 27.77444°E
新柳巴爾（烏克蘭語：Новий Любар）是烏克蘭北部的村莊，隸屬日托米爾州的日托米爾區。該村始建於1923年，面積16.8平方公里，海拔高度248米，2001年人口948，人口密度每平方公里56.42人。